# Lypovets
Lypovets (en ukrainien : Липовець) ou Lipovets (en russe : Липовец) est une ville de l'oblast de Vinnytsia, en Ukraine, et le centre administratif du raïon de Lypovets. Sa population s'élevait à 8 691 habitants en 2014.

## Géographie
Lypovets est située à 43 km à l'est de Vinnytsia et à 173 km au sud-ouest de Kiev.

## Histoire
Lypovets est mentionnée pour la première fois en 1545. Elle reçoit le statut de commune urbaine en 1925 et celui de ville en 2001.

## Population
Recensements (*) ou estimations de la population :
| 1897* | 1923* | 1926* | 1959* | 1970* | 1979* |
| ----- | ----- | ----- | ----- | ----- | ----- |
| 8 658 | 9 223 | 8 555 | 5 913 | 6 017 | 6 972 |

| 1989* | 2001* | 2011  | 2012  | 2013  | 2014  |
| ----- | ----- | ----- | ----- | ----- | ----- |
| 9 764 | 9 406 | 8 919 | 8 870 | 8 727 | 8 691 |